# Jayant Maru
Jayant Maru est un cinéaste kenyan basé en Ouganda.

## Biographie

### Parcours
Il réalise des films comme The Route K3NT & KAT3 et Sipi. Il travaille avec l'olympien Stephen Kiprotich, Miss Ouganda 2014 Leah Kalanguka et l'acteur Patriq Nkakalukanyi,,,,.

## Filmographie
| Année | Film         | Rôle                              | Remarques |
| ----- | ------------ | --------------------------------- | --- |
| 2013  | La route     | Écrivain, réalisateur, producteur | 91 Minutes, communément appelé « le premier long métrage de la campagne ougandaise des droits de l'homme contre la traite des êtres humains » ; Sélection officielle : Meilleur long métrage : Festival du film ougandais 2013, nommé pour le meilleur long métrage : Festival du Film Africain de Silicon Valley 2013, Sélection Officielle : Manya Human Rights Film Festival 2013, Meilleur long métrage : Festival international du film de la diaspora du Nil 2013, nommé pour le meilleur long métrage : FESTICAB Burundi Film Festival 2014, Meilleur Long Métrage : Mashariki African Film Festival 2015, nommé pour le meilleur long métrage de la diaspora : Prix KALASHA 2014. |
| 2014  | K3NT et KAT3 | Réalisateur, producteur           | 101 minutes ; Sélection officielle : Nommé pour le meilleur long métrage au Silicon Valley African Film Festival 2015, Nommé pour le meilleur long métrage au Arusha African Film Festival 2015. |
| 2016  | Sipi (film)  | Directeur                         | Actuellement en post-production. |